# Фотомонтаж

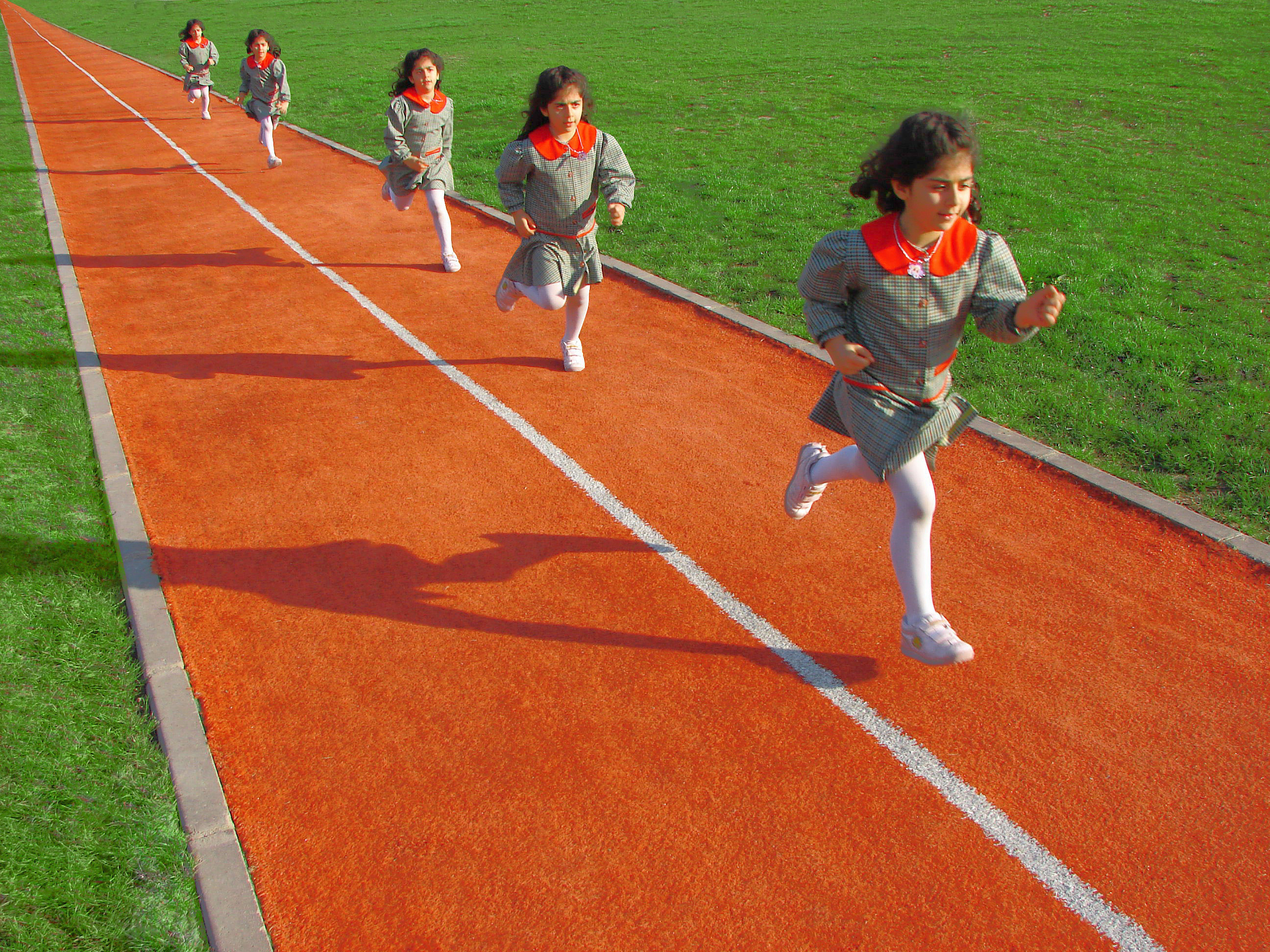
Приклад фотомонтажу (покадрова накладка)

Фотомонта́ж (від дав.-гр. φῶς, р.в. φωτός — світло та фр. montage — підйом, установка, збірка) — процес та результат створення складеного фотозображення шляхом розрізання та суміщення елементів різних світлин. Зведену картинку раніше повторно фотографували для того, щоб остаточне зображення виглядало безшовним. Сьогодні фотомонтаж здійснюється за допомогою растрового або векторного графічного редактора та іншого програмного забезпечення для редагування зображень. Фотомонтаж, або колаж, як його ще називають,  застосовується у  медіа-мистецтві, а також при виготовленні плакатів, реклами, політичних карикатур тощо.

## Історія фотомонтажу

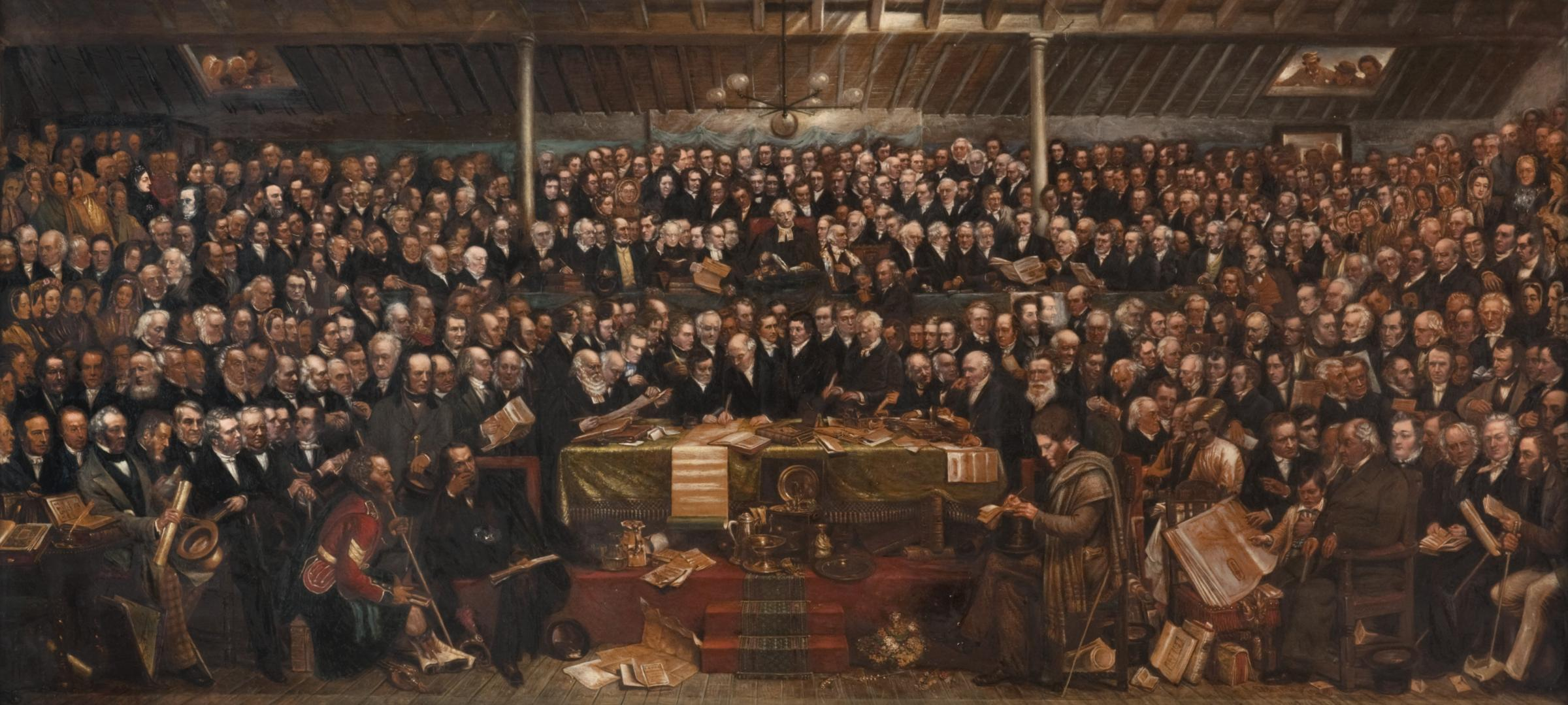
Заснування Вільної церкви Шотландії. Фотомонтаж. 1843

Фотомонтаж як метод фотомистецтва з'явився майже одночасно з появою фотографії — приблизно у 1839 році або трохи пізніше. Перші фотографи робили фотомонтажі з допомогою примітивних підручних інструментів — ножиць та клею. Перші відомості про фотомонтаж належать до 1850-х років. Англійський художник Девід Хілл і його друг фотограф Роберт Адамсон 1843 року підготували 470 фотопортретів і, відповідно змонтувавши їх, створили велику картину «Заснування Вільної церкви Шотландії». Дещо пізніше, швед Оскар Густав Рейландер, що жив в Англії, прославився своїм помпезним багатофігурним монтажем «Два життєвих шляхи».

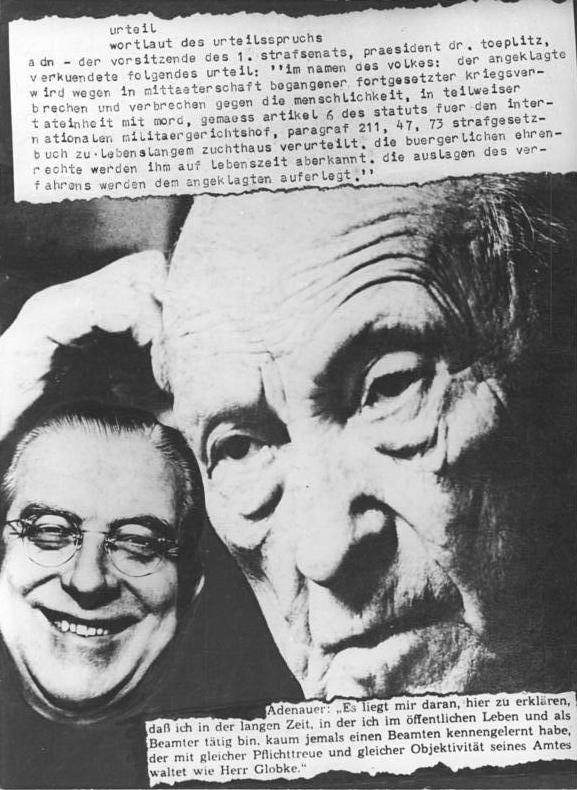
Аденауер покриває Ганса Глобке. Фотомонтаж. 1963

Авторство фотомонтажу як жанру фотомистецтва належить учасникам модерністської літературно-мистецької течії дадаїстів, що існувало в 1914–1924 роках в Швейцарії. Одним з засновників та натхненників дадаїстів вважається Рауль Хаусманн. Він же є і автором статті «Визначення фотомонтажу», в якій він дає досить точну характеристику цього жанру. А найвідомішим фахівцем фотомонтажу є німець Джон Хартфілд (справжнє ім'я Хельмут Херцфельд), який створив новий жанр фотомонтажу — плакат-памфлет. В СРСР фотомонтаж отримав поширення в 1920-х роках. У 1923 році Олександр Родченко створив цикл фотомонтажних ілюстрацій до поеми Володимира Маяковського «Про це». Відомі радянські художники політичного монтажу Олександр Житомирський, Ель Лисицький, Густав Клуцис, Віктор Корецький.
З бурхливим розвитком цифорових технологій сталася технічна революція і на фотомонтажі: поряд з традиційною хімічною фотографією про себе заявила цифрова. З'явився новий вид фотомонтажу — фотомонтаж цифровий, який повністю витіснив механічний фотомонтаж. До українських фотохудожників, що працюють в техніці фотомонтажу можна віднести Антона Соломуху, Бориса Михайлова,  Сергій Святченко,  Рафаеля Левчина,   Юрія Косіна,  Арсена Савадова,  Олену Голуб,  Володимира Харченко, Миколу Недзельского, та ін.

## Жанрові особливості, види фотомонтажу

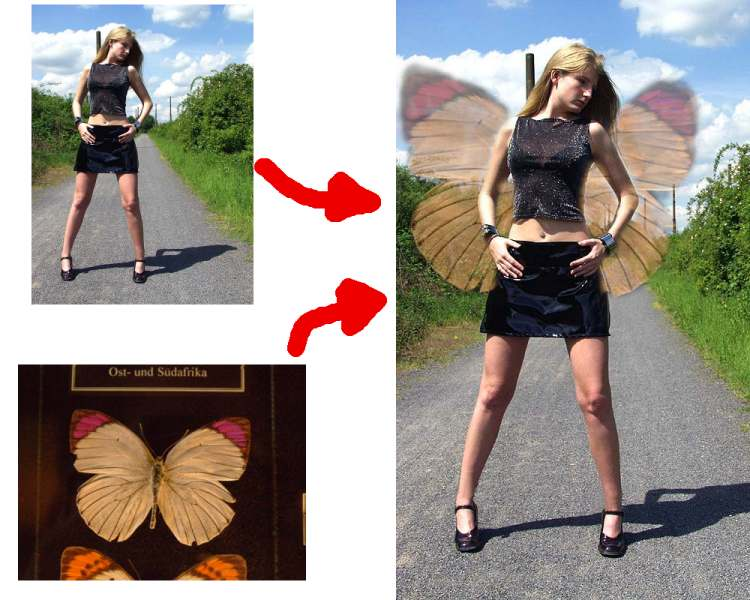
Процес цифрового фотомонтажу

Фотомонтаж має відмінні риси від інших жанрів фотомистецтва. Головне, що в ньому допускається вигадка: поєднання в образотворчому полі різночасових відбитків дійсності. Фотомонтаж не допускає прямої ілюстративності — використовуються засоби метафори, гіперболи, символіки тощо.
З точки зору техніки монтаж поділяється на:
Механічний фотомонтаж — з фотографій вирізують потрібні зображення, підганяють їх шляхом збільшення під необхідний масштаб, склеюють на аркуші паперу, ретушують, потім перезнімають.
Проекційний фотомонтаж — на фотопапері послідовно друкують зображення з декількох негативів. При цьому нерідко використовують маски, послідовно перекриваючи ними ті чи інші частини негатива.
Комп'ютерний (цифровий) фотомонтаж — редагування зображень здійснюється переважно на комп'ютері растровими графічними редакторами в цифровому вигляді. Для цього зображення, навіть отримане з традиційного носія (фотоплівки), переводиться в цифровий вигляд — наприклад, за допомогою сканера.
Для цифрового фотомонтажу використовуються графічні редактори — наприклад,  Adobe Photoshop,Microsoft Paint, GIMP, Corel Photo-Paint, Paint.NET та інші.